# الحنشة
الحنشة إحدى مدن الجمهورية التونسية، تقع في ولاية صفاقس. بلغ عدد سكانها 6277 وذلك في تعداد العام 2004.

### مواضيع ذات علاقة
- ولاية صفاقس.